# 董煜
董煜（1900年—1976年），又名叔明，别字观寿、载群，广东化州人。黄埔军校第一期步科。陆军少将。
1924年春由林树巍保荐投考黄埔军校，入黄埔军校第一期第二队学习，毕业后任黄埔军校教导一团排长，国民革命军独立第二师连长，参加两次东征和北伐战争，此后参加围剿中国工农红军的战争。抗日战争期间，担任第四军第六十师师长，授陆军少将。1941年12月，任第九战区第三十七军六十师师长、副军长。1946年，任济南防守副司令兼参谋长。1949年4月，任广东第十四区行政督察专员兼保安司令；同年秋到台湾，任台湾省警备总司令部高参。